# 朱方增
朱方增（1777年—1830年），字壽川、又字秀笙，號虹舫、又号慎菴，浙江嘉興府海鹽縣人，清朝政治人物。

## 生平
嘉慶五年（1800年）庚申恩科舉人，六年（1801年）辛酉恩科二甲第四十六名進士。選翰林院庶吉士，散館授編修，十六年（1811年）升國子監司業，十九年（1814年）遷侍講，二十年（1815年）任廣西學政，二十三年（1818年）任左春坊左庶子，道光二年（1822年）升侍讀學士，四年（1824年）升內閣學士，充文淵閣直閣事，七年（1827年）任江蘇學政，十年（1830年）卒。

## 延伸阅读
[在维基数据编辑]
 《清史稿·卷354》，出自趙爾巽《清史稿》